# Rachel Zeffira
Rachel Zeffira est une soprano, compositrice, et multi-instrumentaliste canadienne, originaire de la région de Kootenay. Installée à Londres, elle est mieux connue comme l'une des membres du duo de rock alternatif Cat's Eyes.

## Biographie
Originaire d'une petite commune rurale de la Colombie-Britannique, Rachel Zeffira se familiarise à la musique dès l'enfance. Elle voyage fréquemment aux États-Unis pour suivre des cours de musique, notamment de violon et de hautbois, les professeurs de musique étant rare à proximité de son domicile.
Jeune soprano, elle parcourt différentes scènes à travers l'Europe, arpentant également les cathédrales jusqu'à se produire au Vatican devant le pape Jean-Paul II. Juste au moment où elle doit lancer sa carrière à Londres lors d'un concert classique et s'associer à un sponsor pour subvenir financièrement à son éducation au chant d'opéra, Rachel Zeffira est expulsée accidentellement du Royaume-Uni.
Âgée de 17 ans, elle réunit ses économies et se réinstalle à Londres avec un faux  CV en poche, afin de trouver un emploi et financer ses cours de chants. Avec sa nouvelle identité, âgée de 26 ans et titulaire d'une maîtrise, elle devient professeure de français remplaçante à Dagenham.
Après une année sans musique, elle déménage en Italie, où parallèlement à son inscription dans une école de musique, elle est engagée à l'Opéra. Rachel Zeffira obtient le rôle féminin principal dans Roméo et Juliette, tragédie de William Shakespeare et interprète Susanna dans Le Mariage de Figaro composé par Wolfgand Amadeus Mozart.
Cependant, la musicienne décide de mettre un terme à sa carrière à la suite d'une critique négative publiée par un journaliste et remettant en cause ses capacités vocales. Elle rencontre en 2008 le musicien Faris Badwan, et reçoit le soutien de Bobby Gillespie du groupe britannique Primal Scream. Ceci l'encourage à reprendre sa carrière.

## Carrière professionnelle

### Cat's Eyes
Rachel Zeffira forme depuis 2010, le duo Cat's Eyes aux côtés du musicien Faris Badwan, également membre du groupe rock The Horrors. Le duo réalise sa première apparition publique au Vatican, où ils interprètent l'une de leurs chansons entourés de l'orgue et du chœur de l'église lors d'un service à la Basilique Saint-Pierre.
un premier EP intitulé Broken Glass est publié le 27 février 2011 par le label Polydor. La sortie est accompagnée d'un artwork réalisé par l'artiste et vidéo-plasticien Chris Cunningham. L'album homonyme Cat's Eyes sort le 11 avril de la même année. Le projet est dédié à la mémoire de Charlie Haddon de la formation électronique Où Est Le Swimming Pool qui s'est suicidé en août 2010, lors du festival Pukkelpop en Belgique.
En février 2015, les musiciens composent la bande originale de The Duke of Burgundy, long métrage du réalisateur anglais Peter Strickland. Rachel Zeffira et Faris Badwan remportent le prix du cinéma européen du meilleur compositeur lors de la 28e cérémonie des prix du cinéma européen à Berlin, le 12 décembre 2015.
Leur second album Treasure House est publié le 3 juin 2016 chez Kobalt Label Services.

### Carrière solo
Le premier album solo de Rachel Zeffira, The Deserters, sort le 10 décembre 2012 chez RAF Records en Europe et Paper Bag Records en Amérique du Nord. La musicienne a entièrement écrit et produit ce projet dont la partie orchestrale est enregistrée dans les légendaires studios Abbey Road de Londres. En 2013, le titre éponyme The Deserters est choisi pour accompagner la bande-annonce de la saison finale de la série télévisée britannique Skins. En 2015, la marque automobile McLaren se réapproprie le morceau pour la campagne publicitaire de son modèle 675LT.
En juin 2013, elle réalise l'ouverture du Festival de Glastonbury, se distinguant avec sa réinterprétation du titre Because de The Beatles.

### Compositions de musique de film
Zeffira est répertorié comme compositeur, arrangeur, orchestrateur, chef d'orchestre, musicien et soprano sur la bande originale de Cat's Eyes (sortie en février 2015) pour le film 2014 The Duke of Burgundy, réalisé par Peter Strickland. La partition a reçu une presse positive et des critiques majoritairement 5 étoiles,. Le 7 novembre 2015, il a été annoncé que Zeffira et Badwan avaient remporté le European Film Award du meilleur compositeur.

## Discographie

### Cat's Eyes
- 2011 : Broken Glass (EP), Polydor
- 2011 : Cat's Eyes, Polydor
- 2015 : The Duke of Burgundy, bande originale du film The Duke of Burgundy de Peter Strickland, RAF Records, Caroline International
- 2016 : Treasure House, Kobalt Label Services

### Carrière solo
- 2012 : The Deserters, RAF Records, Paper Bag Records

## Distinctions
- 2015 : Prix du cinéma européen du meilleur compositeur pour The Duke of Burgundy, Berlin, Allemagne